# Erdei remetegyurgyalag
Az erdei remetegyurgyalag vagy azúrkék gyurgyalag (Meropogon forsteni) a madarak osztályának a szalakótaalakúak (Coraciiformes) rendjéhez, ezen belül a gyurgyalagfélék (Meropidae) családjához tartozó Meropogon nem egyetlen faja.

## Rendszerezése
A nemet és a fajt is Charles Lucien Jules Laurent Bonaparte francia ornitológus írta le 1850-ben. Tudományos faji nevét Eltio Alegondas Forstenről kapta.

## Előfordulása
Indonéziához tartozó Celebesz szigetén honos. Természetes élőhelyei a szubtrópusi és trópusi síkvidéki és hegyi esőerdők, valamint legelők és szántóföldek. Állandó, nem vonuló faj.

## Megjelenése
Testhossza 25-26 centiméter.

## Életmódja
Rovarokkal táplálkozik.

## Természetvédelmi helyzete
Az elterjedési területe nem nagy, egyedszáma pedig csökkenő, de még nem érte el a kritikus szintet. A Természetvédelmi Világszövetség Vörös listáján nem fenyegetett fajként szerepel.